# Zariquieya
Zariquieya es un género de escarabajos de la familia Carabidae, que contiene las siguientes especies:
- Zariquieya bomortensis Faille, Fresneda & Bourdeau, 2011
- Zariquieya trogloditas (Jeannel, 1924)